# Stazione di Davesco
La stazione di Davesco era una fermata ferroviaria posta sulla linea Lugano-Cadro-Dino. Serviva il centro abitato di Davesco, oggi frazione del comune di Lugano.